# Open Source Intelligence
Open Source Intelligence (OSINT) ist ein Begriff aus der Welt der Nachrichtendienste und des Militärischen Nachrichtenwesens, bei dem für die Nachrichtengewinnung Informationen aus frei verfügbaren, offenen Quellen gesammelt werden, um durch Analyse der unterschiedlichen Informationen verwertbare Erkenntnisse zu gewinnen. Dabei werden frei zugängliche Massenmedien genutzt, wie Printmedien, Rundfunk sowie das Internet und Web-basierte Anwendungen wie Google Earth. Der begriffliche Bezug auf Open Source bedeutet, dass frei zugängliche Informationen genutzt werden; eine Verbindung zu Open-Source-Software besteht nicht.
Die dazu benutzten Quellen werden unterschieden in Primärquelle Q1 als Augenzeugenbericht, Luftbild, gefilmtes ungeschnittenes Rohmaterial oder selber sehen und hören, Sekundärquelle Q2 als Auswertender- oder berichtender Bericht wie Zeitungsartikel oder Fernsehbeiträge (Berichtender hat mit Augenzeugen gesprochen) und Tertiärquelle Q3 für andere.
Die Vorteile von Open Source Intelligence gegenüber anderen Arten der nachrichtendienstlichen Informationsbeschaffung liegen in den geringeren Kosten, aber auch in dem geringeren Risiko für die damit beauftragten Mitarbeiter. Damit die zahlreichen „Informationsschnipsel“ zu einem Erkenntnisgewinn führen, müssen diese nach ihrer Beschaffung zusammengesetzt und analysiert werden, um daraus das gewünschte „Informationsprodukt“ aufzubauen. Eine Unterform dieser Aufklärung ist Open Source Investigations, bei der Aufklärungsansätze und Aufklärungsverfahren mit Aufklärungsergebnissen aus externen, meist zivilen Quellen genutzt werden. Als Unterquelle ist davon die öffentliche selektive Quelle (SQOS) abzugrenzen, die in öffentlichen Medien Analysen hinterlässt.

## Begriff
Der Begriff Open Source Intelligence (OSINT) ist ein Terminus, der aus der internen Diktion der US-Geheimdienste stammt. Es wird seit 2002 sowohl vom Director of National Intelligence als auch dem Department of Defense (DoD) definiert als „produced from publicly available information that is collected, exploited, and disseminated in a timely manner to an appropriate audience for the purpose of addressing a specific intelligence requirement“ (dt. „erstellt aus öffentlich verfügbaren Informationen, die gesammelt, ausgewertet und kurzfristig unter geeigneten Adressaten verbreitet werden, um besondere nachrichtendienstliche Anforderungen zu erfüllen“). Seit dem Jahr 2005 hat auch das U.S. Office of Management and Budget eine eigene Definition.

## Nutzer

### Behörden
Für die Arbeit von US-amerikanischen Geheimdiensten spielt OSINT heute eine große Rolle. In der Regel werden diese Aktivitäten als „media monitoring“ (Medienbeobachtung), „media analysis“ (Medienanalyse), „internet research“ (Internetforschung) oder „public surveys“ (öffentliche Studien) bezeichnet. Der Foreign Broadcast Information Service, eine ehemalige Abteilung der CIA, war ein Beispiel für einen Teil eines Geheimdienstes, dessen Aufgabe die Sammlung und Analyse solcher öffentlicher Informationen ist.
Die Library of Congress, die Nationalbibliothek der USA, finanziert die Federal Research Division, die in großem Umfang gegen Gebühr maßgeschneiderte Open-Source-Untersuchungen für unterschiedliche Behörden durchführt.
Der deutsche Auslandsgeheimdienst, der Bundesnachrichtendienst, bedient sich ebenfalls in der Abteilung Gesamtlage/FIZ und Unterstützende Fachdienste (GU) der mit der Nutzung von Open Source Intelligence verbundenen Vorteile.
Auch Strafverfolgungsbehörden verschiedener Länder, wie zum Beispiel Scotland Yard oder die Royal Canadian Mounted Police, haben in den vergangenen Jahren eigene OSINT-Abteilungen eingerichtet.

### Nichtstaatliche Organisationen
Auch durch nichtstaatliche Organisationen werden zunehmend frei verfügbare Informationen aus öffentlich zugängigen Quellen gesammelt und ausgewertet.
Beispielsweise begann Eliot Higgins im März 2012 Videos aus dem Syrischen Bürgerkrieg auszuwerten. Später rief er die Plattform Bellingcat ins Leben, die sich zu einem internationalen investigativen Recherchenetzwerk entwickelte, das neben OSINT auch Faktenchecks durchführt und mehrere journalistische Preise erhielt.
Im Zusammenhang mit dem russischen Überfall auf die Ukraine erlangte der OSINT-Blog Oryx oder Oryxspioenkop internationale Aufmerksamkeit durch seine Recherchen zu den Verlusten der russischen Streitkräfte beziehungsweise der ukrainischen Streitkräfte. Viele führende westliche Medien nutzen die gesammelten Daten, darunter CNN, Reuters, SZ und ZDF. Forbes bezeichnete die Website als die zuverlässigste Quelle für Informationen über den Krieg, das ZDF als transparenteste Quelle, wenngleich die Autoren offen Sympathien für die ukrainische Seite zeigen.

## Wissenschaftliche Publikationen
- CSS Analysis in Security Policy - Open Source Intelligence: A Strategic Enabler of National Security (April 2008) (PDF; 380 kB, englisch)